# Acidulante

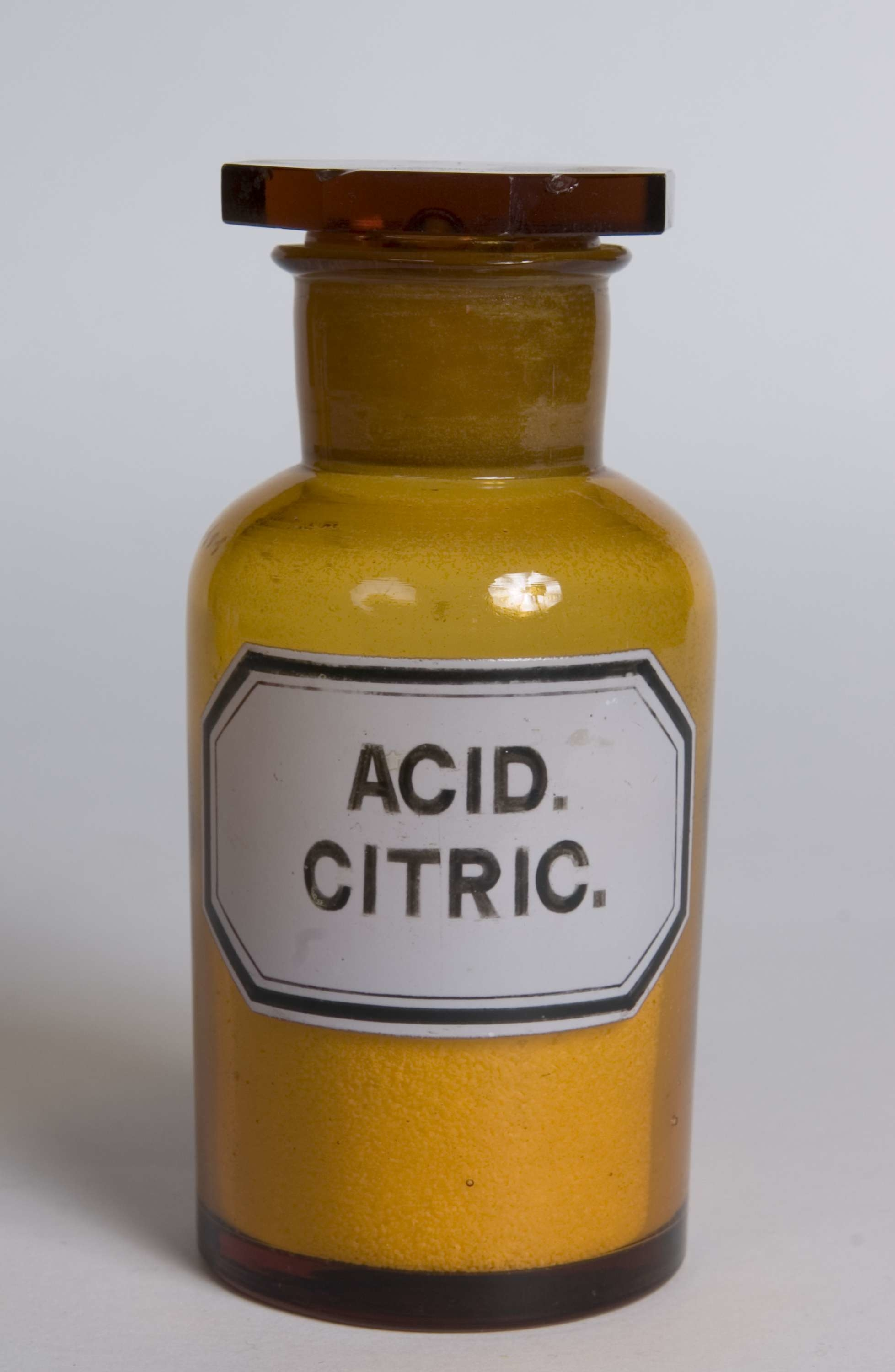
Envase de ácido cítrico

Un acidulante es una sustancia aditiva que se suele incluir en ciertos alimentos con el objetivo de modificar su acidez, modificar o reforzar su sabor. Según la ANMAT de Argentina, «los acidulantes son compuestos añadidos que aumentan la acidez y/o dan un sabor ácido a los alimentos».
La regulación del pH mediante la acidificación que produce este tipo de aditivos inhibe el crecimiento microbiano previniendo la proliferación de los mismos y además ayuda a mantener la calidad óptima del producto. Los acidulantes también cumplen funciones de aromatización, son antioxidantes y aumentan la vida útil de los alimentos al evitar la oxidación en las sustancias esenciales que confieren las propiedades organolépticas al producto.
En general se utilizan en bebidas refrescantes, zumos, quesos, conservas vegetales, galletas y productos de bollería, pan, cervezas, productos de confitería, etc. Por ejemplo, a las bebidas se les suele añadir con el propósito de modificar la sensación de dulzura producida por el azúcar. Si los acidulantes son consumidos en exceso pueden llegar a producir efectos laxantes.

## Acidulantes industriales
Dentro de la industria alimentaria, destacan por su uso los siguientes aditivos:
- E 200 Ácido sórbico
- E 260 Ácido acético
- E 270 Ácido láctico
- E 296 Ácido málico
- E 330 Ácido cítrico
- E 334 Ácido tartárico
- E 338 Ácido fosfórico
- E 514 Sulfato sódico
- E 515 I Sulfato potásico
- E 515 II Sulfato ácido de potasio
- E 516 Sulfato cálcico
- E 517 Sulfato amónico